# 市原駅 (兵庫県)
市原駅（いちはらえき）は、かつて兵庫県西脇市市原町にあった西日本旅客鉄道（JR西日本）鍛冶屋線の駅である。

## 歴史
- 1921年（大正10年）5月9日：播州鉄道の駅として開業。一般駅[1]。
- 1923年（大正12年）12月21日：播丹鉄道に譲渡。
- 1943年（昭和18年）6月1日：播丹鉄道が国有化、鉄道省鍛冶屋線の駅となる[1]。
- 1959年（昭和34年）8月20日：貨物の取扱いを廃止（旅客駅となる）[1]。
- 1973年（昭和48年）10月1日：荷物の取扱いを廃止[2]。無人駅となる[3]（ただし、1年間のみ日中に限り駅員を一人配置[4]）。
- 1987年（昭和62年）4月1日：国鉄分割民営化により、JR西日本が継承[1]。
- 1990年（平成2年）4月1日：鍛冶屋線廃線に伴い廃止、駅舎解体[1]。
- （時期不明）：旧駅舎を復元した鍛冶屋線市原駅資料館が竣工。

## 駅構造
晩年は単式ホーム1面1線のみを有していた地上駅。木造駅舎があった。播州鉄道の株主であり西脇商業銀行（太陽神戸銀行の前身）の創設者の一人であった地元の大地主・藤井滋吉が出資して建設した。

## 駅周辺
駅付近は田園地帯となっており、駅東側を杉原川が流れる。小学校やエーコープはこの川の対岸にある。駅から西へ進むと妙覚寺を経て、市原森林公園に至る。
- コヤノ美術館西脇館 - 国の登録有形文化財[6]と県の景観形成重要建造物[7]の指定を受けた。
- 市原森林公園
- 西脇日野郵便局
- アルカディアの門 - 国道427号沿いにあるオブジェ。
- 西脇市立日野小学校
- 天理教神日野分教会
- 妙覚寺
- 大歳神社
- Kzs Training Gym
- エーコープにしわき店
- 国道427号
- 兵庫県道144号西脇口吉川神戸線
- 兵庫県道296号中安田市原線
- ウイング神姫「市原」停留所
- 杉原川
  - 市原大橋 - 杉原川に架かる橋の1つ。

## 現状
解体された後の、駅の跡地には旧駅舎を復元した鍛冶屋線市原駅資料館が建てられている。資料館の北側にはキハ30形気動車2両が静態保存されている。駅近くには藤井滋吉の旧宅がコヤノ美術館西脇館として保存されている。

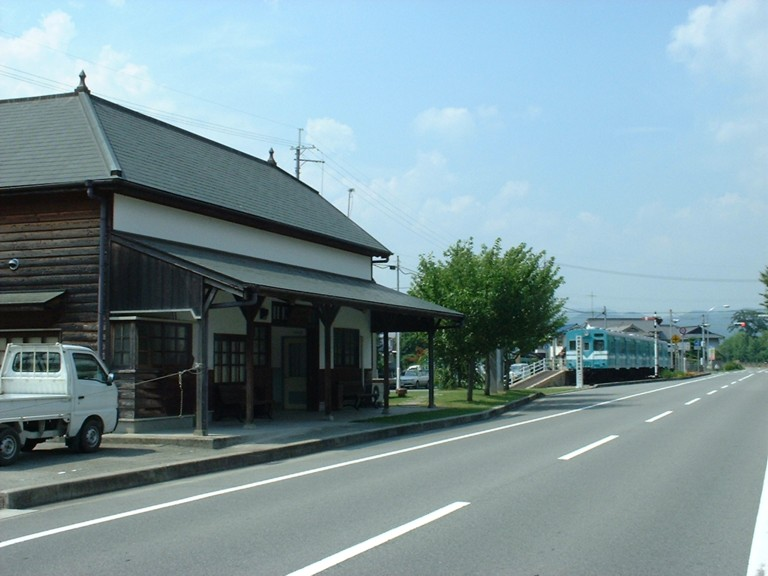
資料館とキハ30形（2004年）
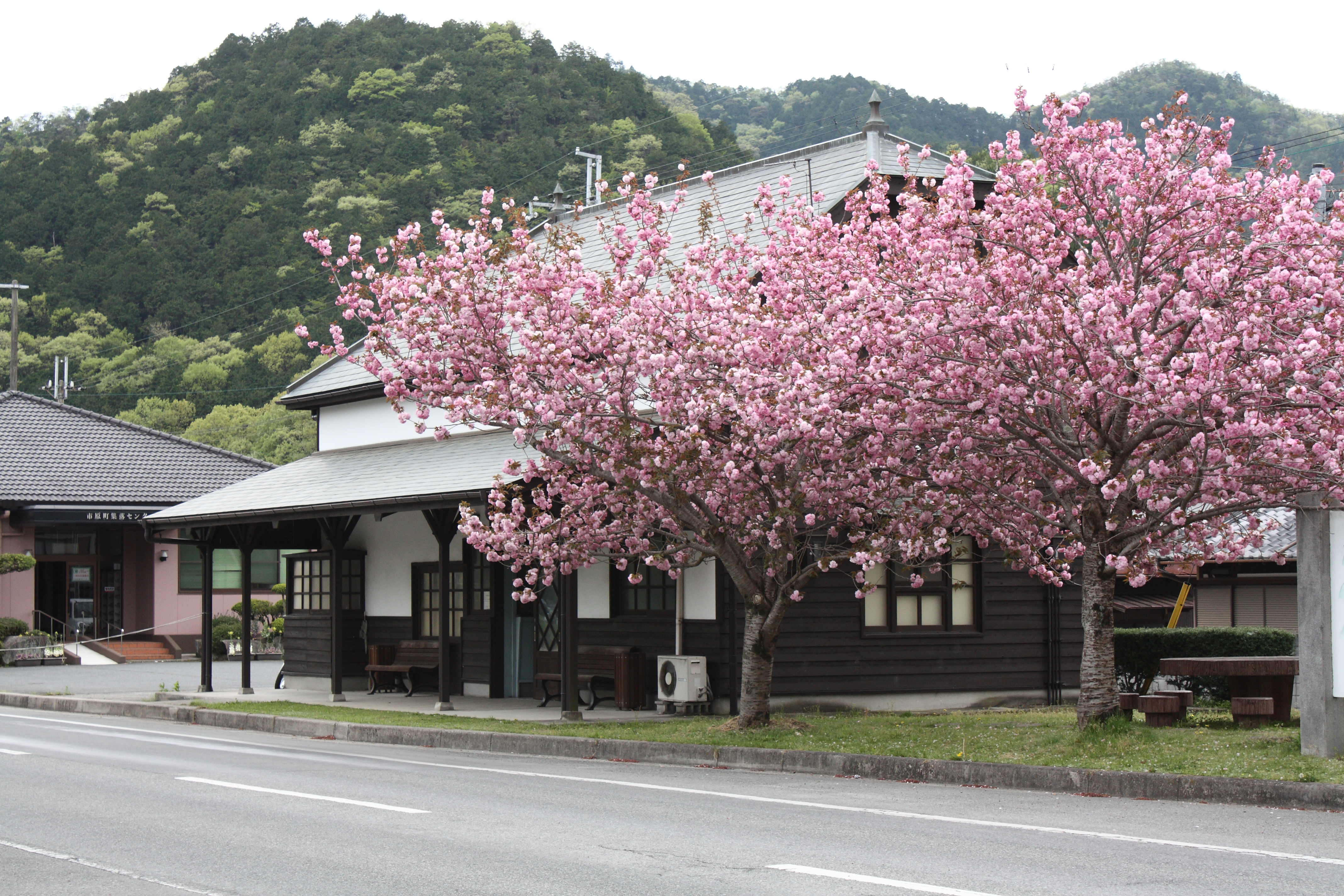
鍛冶屋線市原駅資料館（2017年4月）
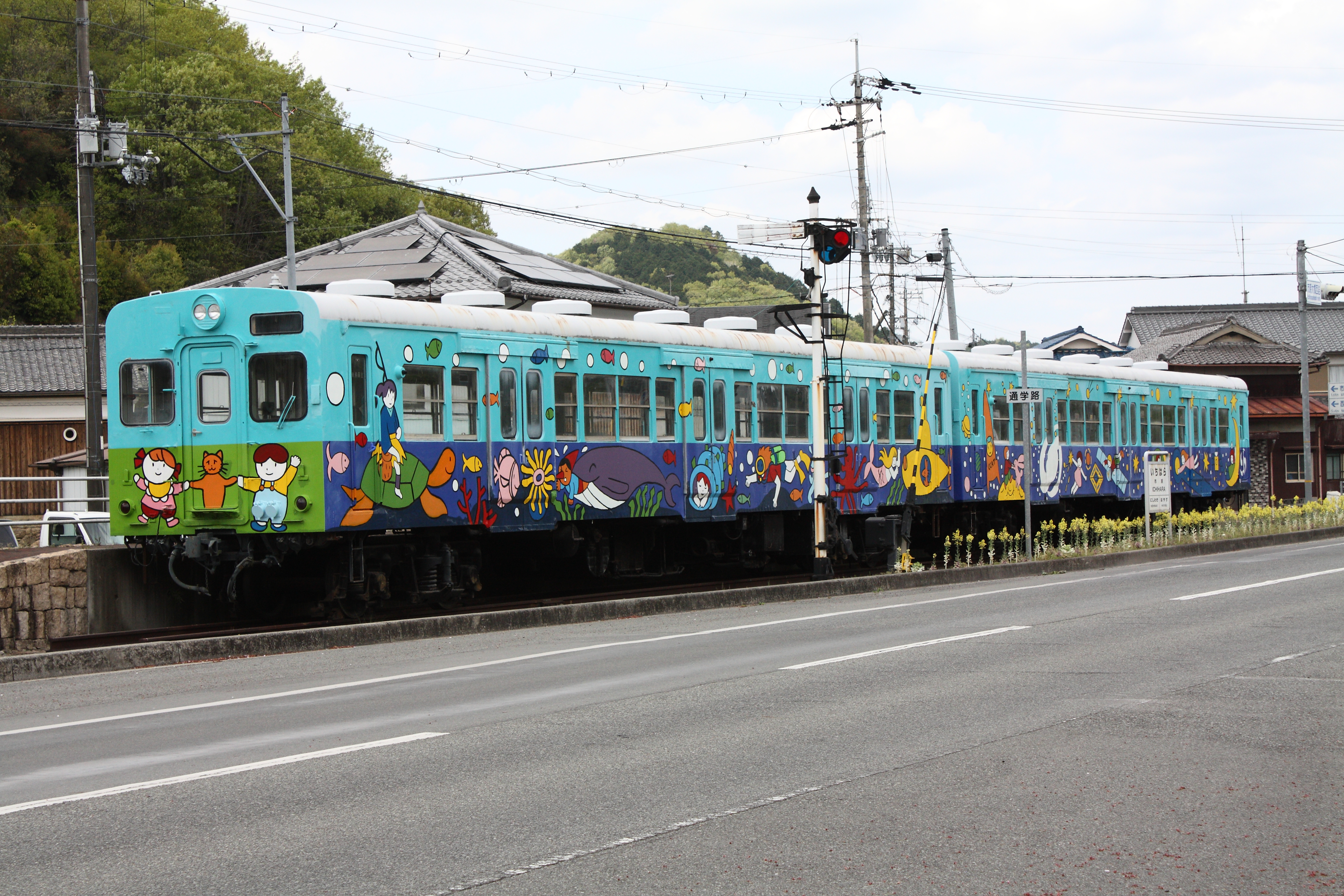
市原駅跡に保存されたキハ30（2017年4月、全景）
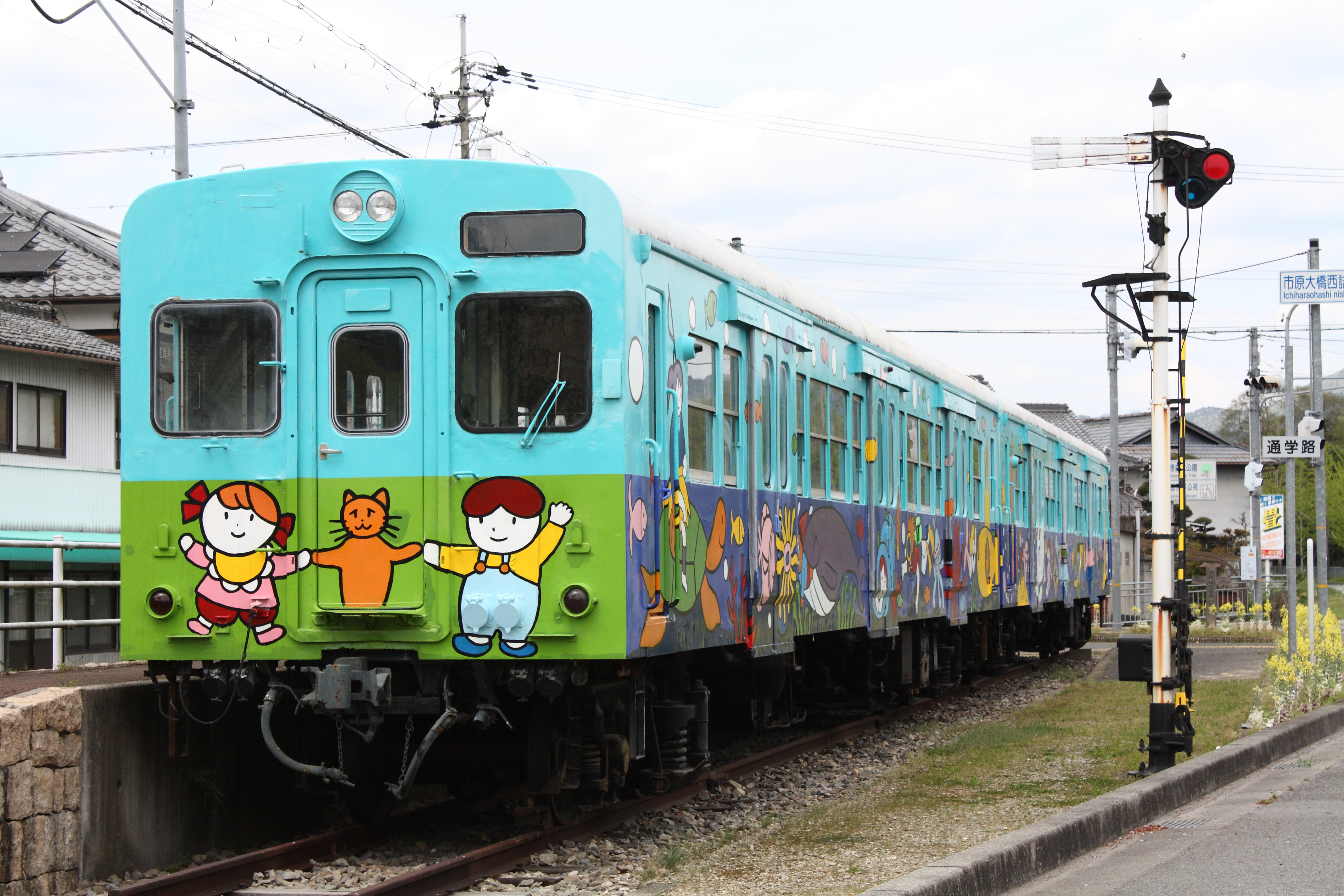
市原駅跡に保存されたキハ30と腕木式信号機（2017年4月）
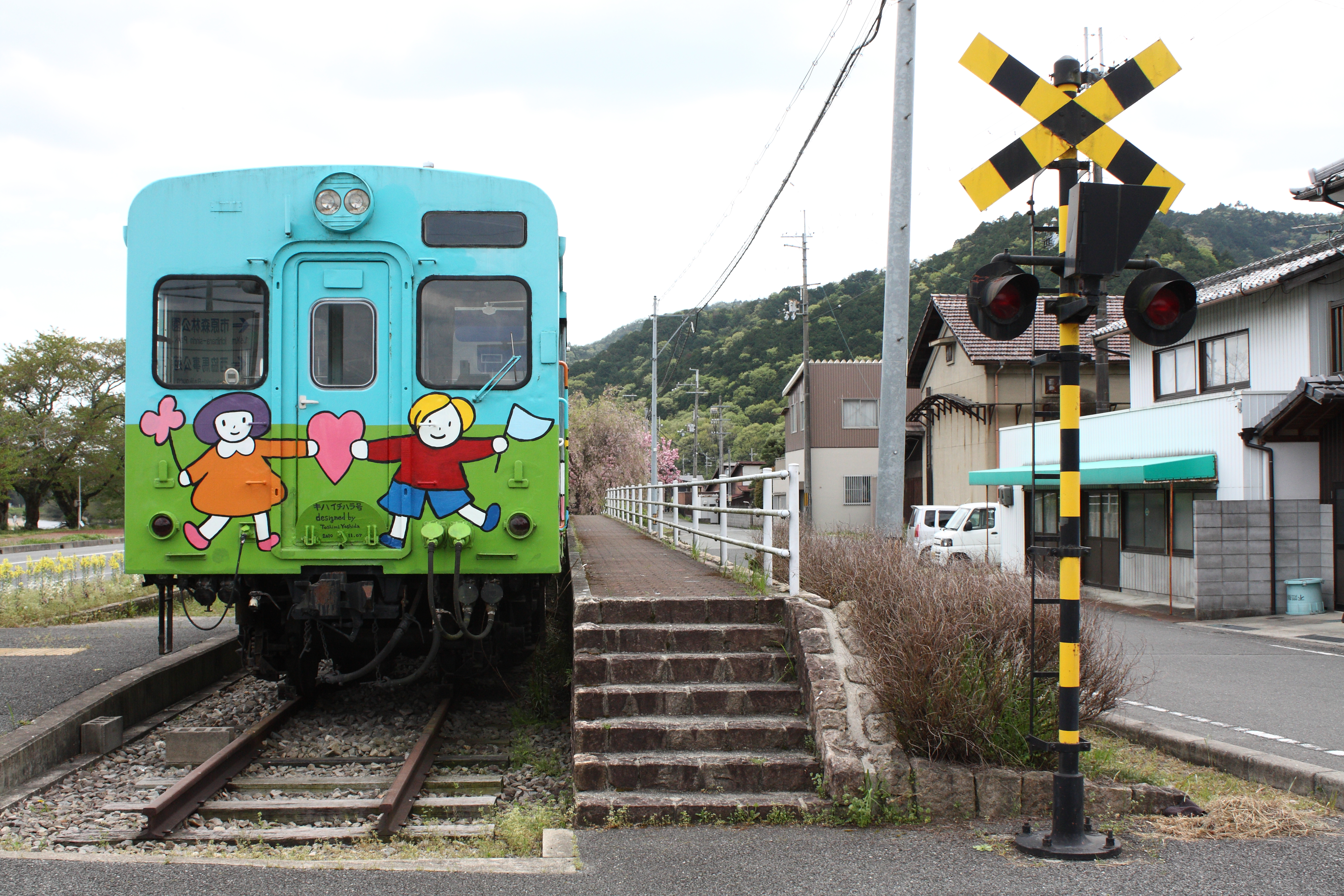
市原駅跡に保存されたキハ30と踏切警報機（2017年4月）

## 隣の駅
西日本旅客鉄道（JR西日本）
鍛冶屋線
西脇駅 - 市原駅 - 羽安駅